# Суровцев, Николай Владимирович
Никола́й Влади́мирович Су́ровцев (род. 14 сентября 1970 года) — российский учёный-физик, специалист в области спектроскопии конденсированных сред. Заведующий лабораторией в ИАиЭ СО РАН в Новосибирске. Профессор РАН, член-корреспондент РАН по Отделению физических наук (2016).

## Биография
Родился 14 сентября 1970 года.
В 1992 году — окончил физический факультет НГУ.
В 1996 году — защитил кандидатскую диссертацию, тема: «Квазиупругое рассеяние света в полимерных стёклах».
В 2004 году — защитил докторскую диссертацию, тема: «Релаксационная и колебательная динамика стёкол в низкочастотных спектрах комбинационного рассеяния света».
В феврале 2016 года — присвоено почётное учёное звание профессора РАН.
В октябре 2016 года — избран членом-корреспондентом РАН по Отделению физических наук.
В настоящее время является заместителем директора по научной работе, заведует лабораторией спектроскопии конденсированных сред ИАиЭ СО РАН.

## Общественная позиция
В феврале 2022 года подписал открытое письмо российских учёных и научных журналистов с осуждением вторжения России на Украину и призывом вывести российские войска с украинской территории.

## Научная деятельность
Н. В. Суровцев — специалист в области спектроскопии конденсированных сред. Автор около 150 публикаций в данной области. Основные исследования посвящены комбинационному рассеянию света и его применениям в физике неупорядоченных систем и биофизике. В работах Н. В. Суровцева и его коллег:
- изучен эффект быстрой релаксации (1-1000 ГГц) стёкол и стеклующихся жидкостей, выявлены некоторые особенности комбинационного рассеяния света в таких средах;
- найдены универсальные закономерности для связи терагерцовых акустоподобных колебательных мод в стёклах и разупорядоченных кристаллах с низкочастотным комбинационным рассеянием света;
- с привлечением методов оптической спектроскопии доказано, что в стеклующихся жидкостях могут появляться структурные нанонеоднородности, если вязкость начинает превышать ~ 1 сантипуаз;
- предложена и опробована методика изучения процессов, происходящих в биологических клетках при криоконсервации, по спектрам комбинационного рассеяния света;
- разработан подход для изучения конформационные состояния синтетических и биологических фосфолипидных мембран по колебательным модам углерод-углеродных (С-С) связей.

Помимо научно-исследовательской работы, Н. В. Суровцев читает курс лекций в НГУ, под его руководством защищено 3 кандидатские диссертации.